# Crescent City (Florida)
Crescent City es una ciudad ubicada en el condado de Putnam en el estado estadounidense de Florida. En el Censo de 2020 tenía una población de 1,654 habitantes y una densidad poblacional de 309.33 personas por km².

## Geografía
Crescent City se encuentra ubicada en las coordenadas 29°26′4″N 81°30′48″O / 29.43444, -81.51333. Según la Oficina del Censo de los Estados Unidos, Crescent City tiene una superficie total de 6.25 km², de la cual 5.42 km² corresponden a tierra firme y (13.37%) 0.84 km² es agua.

## Demografía
Según el censo de 2010, había 15.77 personas residiendo en Crescent City. La densidad de población era de 252,13 hab./km². De los 15.77 habitantes, Crescent City estaba compuesto por el 58.4% blancos, el 30.82% eran afroamericanos, el 0.51% eran amerindios, el 0.38% eran asiáticos, el 1.08% eran isleños del Pacífico, el 6.47% eran de otras razas y el 2.35% pertenecían a dos o más razas. Del total de la población el 17.69% eran hispanos o latinos de cualquier raza.